# Wisła Dziechcinka
Wisła Dziechcinka – przystanek kolejowy w Wiśle w województwie śląskim, w Polsce. Znajduje się na wysokości 456 m n.p.m.

## Ruch pasażerski
| Rok  | Wymiana pasażerska na dobę |
| ---- | -------------------------- |
| 2017 | 20-49                      |
| 2022 | 20-49                      |

## Historia
Przystanek został otwarty 11 września 1933 roku przy okazji otwarcia linii kolejowej do Wisły Głębce. Wybudowano drewniany budynek projektu góralskiego o konstrukcji słupowej mieszczący kasę biletową i poczekalnię. Po zlikwidowaniu kasy biletowej budynek został pozbawiony opieki dopóki 22 listopada 2000 roku w godzinach rannych został podpalony. Spaliła się częściowo konstrukcja dachu i wnętrze dawnej kasy biletowej. Pozostałości zniszczonego budynku zostały rozebrane i przystanek składa się z jednego peronu bez jakichkolwiek obiektów przystankowych. Za przystankiem znajduje się żelbetowy wiadukt łukowy nad doliną Dziechcinki. Wykonany został według projektu inżyniera Stanisława Saskiego oraz Tadeusza Mejera w latach 1931-1933 przez firmę Ksawerego Goryanowicza. Wiadukt budowano pod nadzorem fachowca z dziedziny konstrukcji żelbetowych Jana Gustawa Grycza. Budowa wiaduktu prowadzona była przez kierownika robót inżyniera Karola Grelowskiego. Przystanek jest wykorzystywany na linii S6 spółki Koleje Śląskie od 1 czerwca 2012 roku, kiedy rozpoczęła kursowanie na linii kolejowej zamiast Przewozów Regionalnych.